# Williams-Sonoma

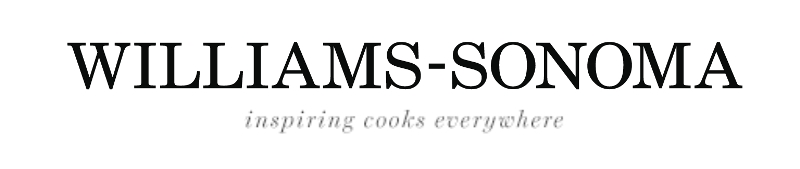
Logo Williams Sonoma

Williams Sonoma est une entreprise de distribution de meubles, fournitures de cuisine, de linges de maison, et de toutes accessoires pour l'habitat. L'enseigne vend également des produits d'alimentation spécialisés, des savons et des crèmes de soin. Le groupe est basé à San Francisco en Californie.

## Historique

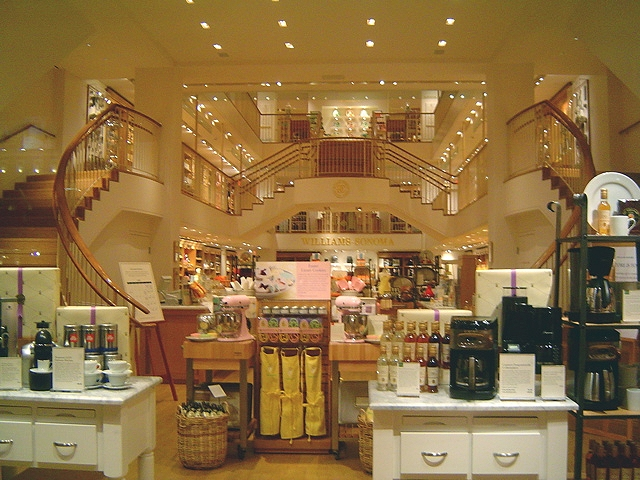
Un magasin Williams-Sonoma dans le quartier d'Union Square à San Francisco

Williams-Sonoma a été fondé en 1956 par Charles  E. (Chuck) Williams, un commercial spécialisé dans les fournitures de cuisine de qualité professionnelle et à destination des foyers. Ayant grandi pendant la période de la Grande Dépression, il a dû travailler dans une ferme en dehors des heures de lycée pour subvenir à ses besoins. Pendant la Deuxième Guerre mondiale, il réparait des avions en Afrique de l'Est et en Inde. En 1953, il fit son premier voyage à Paris, où il remarqua les fournitures de cuisine françaises comme les casseroles en cuivre : « Je savais que ces objets étaient introuvables aux États-Unis, alors que tant de gens les désiraient ». Il a alors élaboré un plan pour importer ces produits aux États-Unis. En 1947, il s'est établi à Sonoma en Californie, où il a ouvert son premier magasin à proximité du centre de la ville. En 1958, après un lancement satisfaisant, le magasin a été relocalisé à San Francisco. En 1971, Williams-Sonoma débute la publication d'un catalogue de produits destinés au publipostage pour développer son activité commerciale au-delà de la Baie de San Francisco.
En 1973, Williams-Sonoma développe ses points de vente. Cinq ans plus tard, en 1978, l'entreprise est en faillite, et rachetée par W. Howard Lester, entrepreneur originaire d'Oklahoma. En 1983, elle rentre sur les marchés publics. En septembre 1986, Williams-Sonoma rachète Pottery Barn qui devient une filiale du groupe.